# Palmeiras do Tocantins
Palmeiras do Tocantins is een gemeente in de Braziliaanse deelstaat Tocantins. De gemeente telt 4.673 inwoners (schatting 2009).